# Đặng Tiểu Cương
Đặng Tiểu Cương (tên gốc tiếng Trung: 邓小刚) là Trung tướng Quân Giải phóng Nhân dân Trung Quốc (PLA), Giáo sư Khí động học, Viện sĩ Viện Hàn lâm Khoa học Trung Quốc. Ông hiện là Ủy viên Dự khuyết Ban Chấp hành Trung ương Đảng Cộng sản Trung Quốc khóa XIX, Hiệu trưởng Trường Đại học Công nghệ Quốc phòng.

## Thân thế và binh nghiệp
Tháng 7 năm 2017, ông được bổ nhiệm Hiệu trưởng Trường Đại học Công nghệ Quốc phòng. Ngày 24 tháng 10 năm 2017, tại Đại hội Đảng Cộng sản Trung Quốc lần thứ XIX, Đặng Tiểu Cương được bầu làm Ủy viên Dự khuyết Ban Chấp hành Trung ương Đảng Cộng sản Trung Quốc khóa XIX..

## Danh hiệu và Giải thưởng
- Giáo sư
- Viện sĩ Viện Hàn lâm Khoa học Trung Quốc (CAS)

## Lịch sử thăng quân hàm tướng
- Thiếu tướng;
- Trung tướng;